# Nosa Igiebor
Emmanuel Nosakhare Igiebor (Abuja, 1990. november 9.) nigériai válogatott labdarúgó, az Anórthoszi Ammohósztu játékosa.

## Pályafutása

### Klubcsapatokban
A Sharks csapatában nevelkedett, majd itt is lett profi játékos. 2009-ben a Warri Wolves csapatától igazolt a norvég Lillestrøm SK együtteséhez. 2011. augusztus 8-án az izraeli Hapóél Tel-Aviv csapatába igazolt és kupa-győztes lett. Egy szezont követően a spanyol Real Betis játékosa lett, majd 2014 nyarán visszatért Izraelbe a Makkabi Tel-Aviv csapatához. 2017. szeptember 8-án a Vancouver Whitecaps labdarúgója lett. 2018. január 22-én aláírt a ciprusi Anórthoszi Ammohósztu csapatához.

### A válogatottban
Bekerült a 2013-as afrikai nemzetek kupáján részt vevő keretbe, a tornát megnyerték.

## Sikerei, díjai

### Klub
- Hapóél Tel-Aviv
  - Izraeli kupa: 2011–12

- Makkabi Tel-Aviv
  - Izraeli bajnok: 2014–15
  - Izraeli kupa: 2014–15
  - Toto kupa: 2014–15

### Válogatott
- Nigéria
  - Afrikai nemzetek kupája: 2013